# Långkobben
Långkobben är ett skär i Åland (Finland). Det ligger i Skärgårdshavet och i kommunen Kumlinge i landskapet Åland, i den sydvästra delen av landet. Ön ligger omkring 47 kilometer nordöst om Mariehamn och omkring 240 kilometer väster om Helsingfors.
Öns area är 1,1 hektar och dess största längd är 200 meter i nord-sydlig riktning. Trakten är glest befolkad. Närmaste större samhälle är Vårdö, 17,8 km sydväst om Långkobben.